# Unenlagie
Unenlagie (Unenlagiinae) – klad teropodów z grupy maniraptorów (Maniraptora). Jego pozycja filogenetyczna jest niepewna – większość analiz kladystycznych sugeruje przynależność do dromeozaurów (Dromaeosauridae), w 2011 roku Agnolín i Novas – na podstawie przeprowadzonej przez siebie analizy, opartej na zmodyfikowanej macierzy danych z analizy Hu i in. – zasugerowali, że Unenlagiinae (autorzy używali nazwy Unenlagiidae, by podkreślić odrębność tej grupy) są bliżej spokrewnione z ptakami niż z deinonychozaurami (już wcześniej niektórzy autorzy wskazywali na bliższe pokrewieństwo rodzaju Unenlagia z ptakami niż z deinonychozaurami). Teorię o ich bliskim pokrewieństwie zdaniem autorów wspierają cechy takie, jak m.in.: kości zębowe z wyraźnie wyodrębnionymi płytami międzyzębowymi, przedpanewkowa część kości biodrowej znacznie dłuższa od zapanewkowej, znacznie oddzielone dystalne końce kości kulszowych czy kość krucza z acrocoracoideum.
Do Unenlagiinae należą co najmniej cztery rodzaje: Unenlagia, Buitreraptor, Austroraptor i Rahonavis, choć ostatni z nich może w rzeczywistości należeć do Aves. Do Unenlagiinae włączano również Neuquenraptor, jednak bywa on uważany za synonimiczny z unenlagią, a według analizy przeprowadzonej przez Novasa i in. do grupy tej należał również Shanag.
Kladogram Unenlagiinae według Novasa i współpracowników (2009)
|  | Buitreraptor                                                                           |
|  |                                                                                        |
|  |                                                                                        |
|  |                                                                                        |
|  | \| \| Rahonavis \| \| \| \| \| \| Unenlagia \| \| \| \| \| \| Austroraptor \| \| \| \| |
|  |                                                                                        |
|  | Rahonavis                                                                              |
|  |                                                                                        |
|  | Unenlagia                                                                              |
|  |                                                                                        |
|  | Austroraptor                                                                           |
|  |                                                                                        |

|  | Rahonavis    |
|  |              |
|  | Unenlagia    |
|  |              |
|  | Austroraptor |
|  |              |

|  | Buitreraptor                                                                           |
|  |                                                                                        |
|  |                                                                                        |
|  |                                                                                        |
|  | \| \| Rahonavis \| \| \| \| \| \| Unenlagia \| \| \| \| \| \| Austroraptor \| \| \| \| |
|  |                                                                                        |
|  | Rahonavis                                                                              |
|  |                                                                                        |
|  | Unenlagia                                                                              |
|  |                                                                                        |
|  | Austroraptor                                                                           |
|  |                                                                                        |

|  | Rahonavis    |
|  |              |
|  | Unenlagia    |
|  |              |
|  | Austroraptor |
|  |              |